# Себастиан, Дороти
Дороти Себастиан (англ. Dorothy Sebastian, 26 апреля 1903 — 8 апреля 1957) — американская актриса.

## Биография
Родилась и выросла в городе Бирмингем в штате Алабама в семье священника и портретистки. После окончания школы поступила в Университет Алабамы, но вскоре бросила учёбу ради желания стать артисткой. Себастиан перебралась в Нью-Йорк, где стала заниматься танцами и брать уроки ораторского искусства, чтобы избавиться от своего южного акцента. В 1924 году, после ряда неудачных проб, она получила небольшую роль в одной из бродвейских пьес, а годом позже дебютировала в кино. Заключив пятилетней контракт с «MGM» актриса появилась в фильмах «Калифорния» (1927), «Наши танцующие дочери» (1928), «Женщина дела» (1928), «Женитьба назло» (1929) и «Единый стандарт» (1929).
К моменту завершения контракта с «MGM», актриса так и не добилась более крупных ролей, играя только персонажей второго плана. В 1930 году она вышла замуж за актёра Уильяма Бойда, после чего её появления в кино стали заметно реже. После развода в 1936 году, она всего пару раз появилась в кино, сыграв эпизодические роли в фильмах «Дитя Аризоны» (1939) и «Среди живущих» (1941). Имя актрисы неоднократно фигурировало в ряде судебных дел, связанных с её уклонением от уплаты налогов, вождением автомобиля в нетрезвом виде и разводом с Бойдом.
В годы Второй мировой войны Себастиан работала рентгенологом на оборонном заводе, периодически играя в небольших театральных постановках. В 1947 году она вышла замуж за бизнесмена Гарольда Шапиро, брак с которым продлился до конца её жизни. Дороти Себастиан скончалась от рака в доме актёров кино и телевидения в Вудленд-Хиллз в апреле 1957 года, не дожив пары недель до своего 54 дня рождения. Актриса была похоронена на кладбище Святого креста в Калвер-Сити, штат Калифорния. Её вклад в киноиндустрию США отмечен звездой на Голливудской аллее славы.